# Stanisław Krystyn Zaremba
Stanisław Krystyn Zaremba (ur. 15 sierpnia 1903 w Krakowie, zm. 14 stycznia 1990 w Aberystwyth w Walii) – polski taternik i alpinista oraz matematyk.

## Życiorys
Był synem Stanisława Zaremby matematyka, profesora UJ, i jego żony Francuzki Henriette (Małgorzaty) Cauvin (1866–1953). Ukończył IV gimnazjum w Krakowie. W 1920 ochotniczo służył w Wojsku Polskim. Studiował matematykę na Uniwersytecie Jagiellońskim (1921–1924, 1926–1929) oraz na Sorbonie w Paryżu (1924–1926). Po studiach pełnił funkcję asystenta na Uniwersytecie Wileńskim, a od 1936 docenta UJ. Następnie pracował jako wykładowca w Stalinabadzie (dzisiejsze Duszanbe w Tadżykistanie). Służył w Armii Andersa. Po wojnie wykładał w Anglii, Walii, USA i Kanadzie, ostatecznie osiadł w Walii, gdzie zmarł w roku 1990. Do późnego wieku odwiedzał Polskę, jeszcze w 1981 prowadził wykłady na Uniwersytecie Jagiellońskim. Członek-założyciel Polskiego Towarzystwa Naukowego na Obczyźnie.

Był czynnym taternikiem w latach 1925–1927, zwłaszcza w okresach zimowych. Jego autorstwa jest wiele pierwszych wejść na tatrzańskie szczyty. Nowymi drogami zdobył jako pierwszy w lecie m.in. Mały Kozi Wierch, Wielicki Szczyt, Żabią Turnię Mięguszowiecką, Mięguszowiecki Szczyt, Durny Szczyt. W zimie dokonał wejść na Hruby Wierch, Zadni Kościelec, Jaworowy Szczyt. Jego partnerami wspinaczkowymi byli m.in. Witold Henryk Paryski, Zofia Radwańska-Paryska, Zbigniew Korosadowicz, Jan Alfred Szczepański, Czesław Bajer, Zygmunt Klemensiewicz. Wielu wejść dokonał samodzielnie. Poza Tatrami wspinał się także w Alpach, Pirenejach oraz górach Libanu, Iranu, Walii i Tadżykistanu.

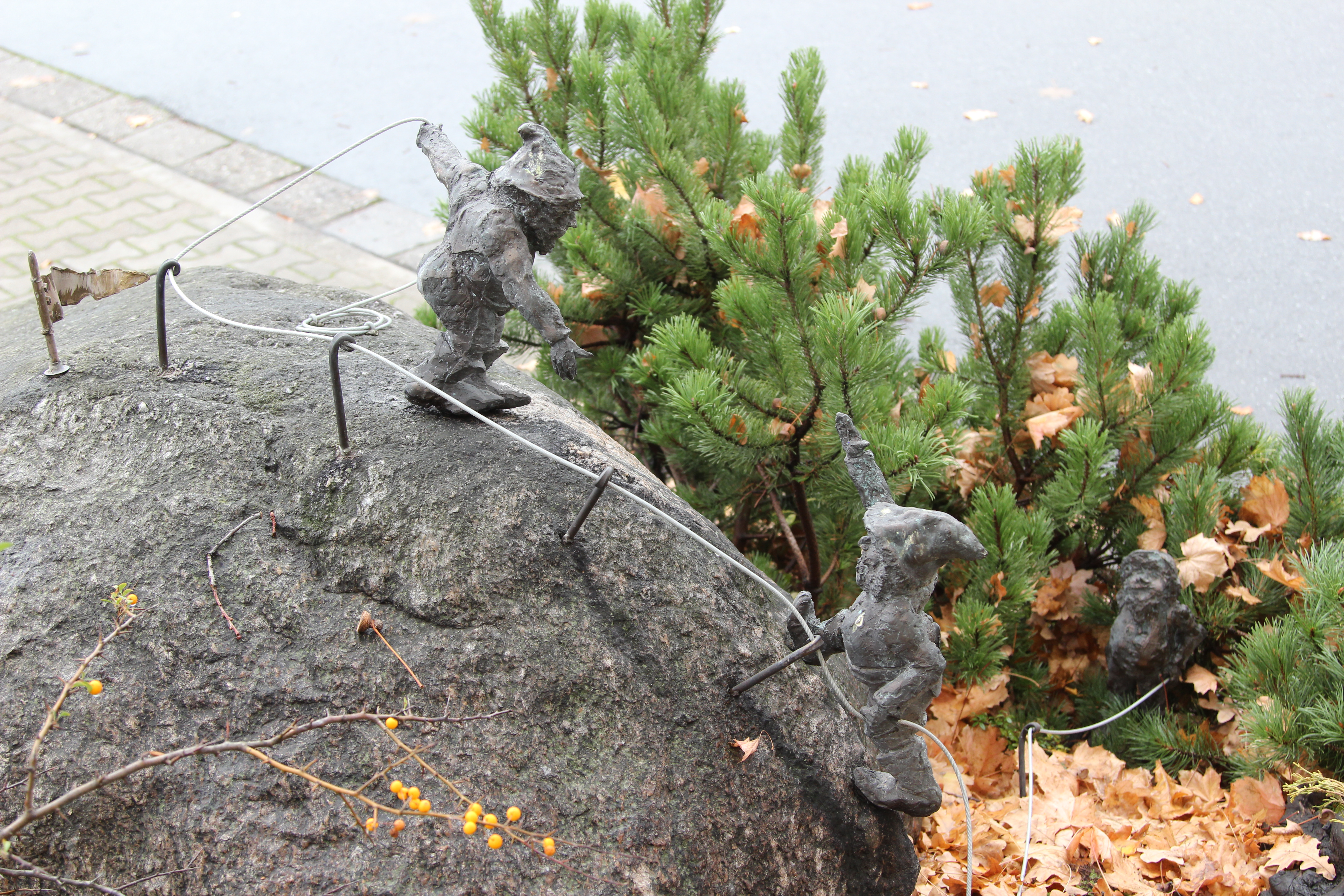
Grupa krasnali Alpinków - Głazek, Rutek i Zarembek

Był redaktorem czasopisma „Taternik” (1929–1930) oraz honorowym członkiem Polskiego Związku Alpinizmu.

## Upamiętnienie
Jeden z wrocławskich krasnali (grupa Alpinki) nosi imię Zarembek na jego cześć.